# علاقة ثنائية
في الرياضيات، علاقة ثنائية (بالإنجليزية: Binary relation)‏ بين مجموعتين ما A و B، هي مجموعة من الأزواج المرتبة، ينتمي العنصر الأول من هذا الزوج إلى المجموعة الأولى A والعنصر الثاني منه إلى المجموعة الثانية B. بتعبير آخر، هي مجموعة جزئية من الجداء الديكارتي  A × B.
ليس من الضروري أن تكون المجموعتان A و B متساويتين أو متطابقتين. كما أنه ليس من الضروري أن تكونا مختلفتين. كما أنه ليس من الضروري أن يتعلق الأمر بمجموعات أعداد.

## تعريف
لتكن مجموعتين X و Y. الجداء الديكارتي والذي يُرمز إليه X × Y، هو مجموعة الأزواج حيث ينتمي العنصر الأول من هذا الزوج إلى المجموعة X والعنصر الثاني إلى المجموعة Y.
باستعمال الرموز الرياضية، يعبر عن هذه الفكرة كما يلي:
{(x, y) | x ∈ X و y ∈ Y}.
العلاقة الثنائية R من مجموعة X إلى مجموعة Y هي مجموعة جزئية G من الجداء الديكارتي X × Y.
إذا كان x,y) ∈ G) نقول أن x له علاقة مع y ونرمز لها ب "x R y" (أو "(R(x,y " أو "R x y").

### حالة خاصة
إذا كان X=Y نقول أن R علاقة ثنائية معرفة على X أو في X.
وتجدر الإشارة إلى أنه من الضروري لعلاقة ثنائية من تحديد المجموعة X تدعى المنطلق (أو المجال)، والمجموعة Y تدعى المستقر (أو المجال المصاحب) وجزء من G من ExF يسمى الرسم البياني للعلاقة.
ويمكن أيضا أن ينظر إلى علاقة ثنائية كدالة متعددة القيم، وتسمى أيضا وظيفة المراسلات، والمفردات في هذا السياق تعني نفس المفاهيم (بالخصوص: الرسم البياني، مجموعة تعريف، صورة، تبادلية)

### مثال
|      | كرة | سيارة | كتاب | قلم |
| ---- | --- | ----- | ---- | --- |
| علي  | +   | −     | +    | −   |
| زينب | −   | −     | +    | −   |
| خالد | −   | +     | −    | −   |

الجدول يسارا يمثل علاقة ثنائية بين مجموعتين اثنتين. أما المجموعة الأولى، فهي مجموعة من ثلاثة أشخاص هم علي وزينب وخالد. أما المجموعة الثانية فهي مجموعة من الأشياء هم الكرة والسيارة والكتاب والقلم. أما العلاقة الثنائية التي يعرفها هذا الجدول فهي علاقة المُلك. أما الجدول كله بخاناته الإثني عشر فيمثل الجداء الديكارتي بين المجموعتين السابق ذكرهما. أما الخانات المشار إليهن بعلامة زائد (+)، فهن ما يعرف العلاقة الثنائية ذاتها.

## مثال
- علاقة الانتماء في {\displaystyle E\times {\mathcal {P}}(E)}؛
- علاقة التضمين {\displaystyle {\mathcal {P}}(E)} (نظرية الترتيب)؛
- علاقة أصغر من أو أكبر من في ℝ؛
- علاقة «قاسم ل» في ℕ؛
- علاقة التساوي في E.